# Валхаузен
Валхаузен (на немски: Wallhausen) е община в Саксония-Анхалт, Германия, с 2530 жители (2015). Намира се в долината на река Хелме.
Валхаузен вероятно е рожденото място на източнофранкския крал Ото Велики (912).